# Rio Gélise
O rio Gélise é um rio do sudoeste de França, com 92 km de comprimento e afluente pela margem esquerda do rio Baïse. 
Ao longo do seu percurso passa pelos seguintes departamentos e comunas:
- Departamento de Gers: Dému, Eauze
- Departamento de Landes:
- Departamento de Lot-et-Garonne: Sos, Poudenas, Mézin, Barbaste